# Монастір (округ)
Монастір (араб. معتمدية المنستير) — округ в Тунісі у регіоні Сахель. Входить до складу вілаєту Монастір. Центр округу — м. Монастір. Станом на 2004 рік загальна чисельність населення становила 81294 особи.